# Tukotuko parański
Tukotuko parański (Ctenomys roigi) – gatunek gryzonia z rodziny tukotukowatych (Ctenomyidae). Występuje w Ameryce Południowej, gdzie odgrywa ważną rolę ekologiczną. Siedliska tukotuko parańskiego położone są nad rzeką Parana na terenie argentyńskiej prowincji Corrientes. Międzynarodowa Unia Ochrony Przyrody (IUCN) wymienia ten gatunek w Czerwonej księdze gatunków zagrożonych jako gatunek krytycznie zagrożony i oznacza go akronimem CR. Garnitur chromosomowy tego zwierzęcia tworzą 24 par (2n=48) chromosomów (FN=80).